# Neehausen

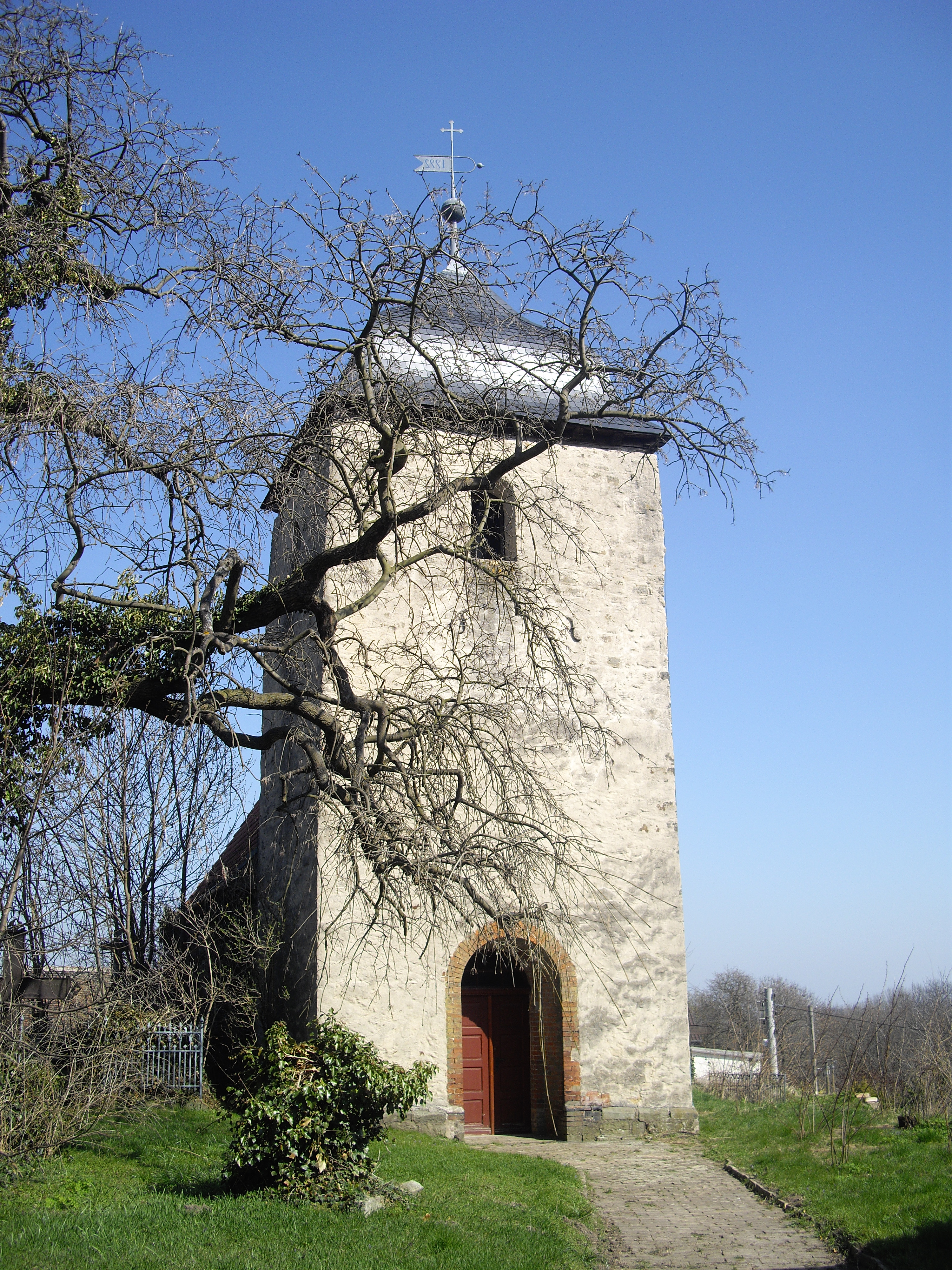
Dorfkirche in Neehausen

Neehausen ist ein Ortsteil der Gemeinde Seegebiet Mansfelder Land im Landkreis Mansfeld-Südharz in Sachsen-Anhalt.

## Geografie
Neehausen liegt etwa 11 km östlich von Eisleben. 
Als Ortsteile der Gemeinde waren ausgewiesen:
- Volkmaritz
- Elbitz

## Geschichte
1068 wurde die Neehausen erstmals urkundlich erwähnt. Die Besiedlung reicht allerdings wesentlich weiter zurück. 1875 entdeckte man beim Tiefpflügen eine Steinkiste mit verzierten Glockenbechern aus der Glockenbecherkultur (ca. 2.500-2.050 v. Chr.). Man kann sie im Landesmuseum für Vorgeschichte Halle besichtigen.
Am 1. Juli 1950 wurden die bis dahin eigenständigen Gemeinden Elbitz und Volkmaritz eingegliedert.
Am 1. Januar 2010 schlossen sich die bis dahin selbstständigen Gemeinden Neehausen, Amsdorf, Aseleben, Erdeborn, Hornburg, Lüttchendorf, Röblingen am See, Seeburg, Stedten und Wansleben am See zur Einheitsgemeinde Seegebiet Mansfelder Land zusammen. Gleichzeitig wurde die Verwaltungsgemeinschaft Seegebiet Mansfelder Land, zu der Neehausen gehörte, aufgelöst.

## Wappen

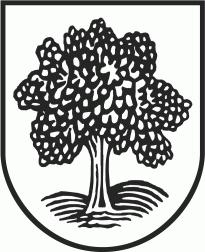
Logo von Neehausen

Die Gemeinde verfügte über kein genehmigtes Wappen. Sie benutzt aber ein wappenähnliches Logo.

## Wirtschaft und Infrastruktur
Die Landwirtschaft ist in Neehausen der wichtigste Wirtschaftszweig.

### Verkehr
Zur Bundesstraße 80 die Eisleben und Halle (Saale) verbindet, sind es in südlich rund 6 km, und in nördlicher Richtung 5 km zur Bundesstraße 242.